# Candle in the Wind 1997
"Candle in the Wind 1997" ou "Goodbye England's Rose" é uma reformulação de "Candle in the Wind" por Elton John que foi lançada como um single de tributo para a falecida Diana, Princesa de Gales. Lançada em Setembro de 1997, a canção chegou à posição #1 no Reino Unido, se tornando o quarto single número um de John. Ela também alcançou o topo das paradas  de vários outros países, incluindo Estados Unidos, Austrália, Japão e Brasil. Em Março de 2007, o Media Traffic deu a "Candle in the Wind 1997" o título de canção de maior sucesso em toda a história da música. Porém, apesar de todo o sucesso que a canção obteve, o Guiness Book 2008 reconhece que "White Christmas" por Bing Crosby é o single mais vendido de toda a história.

## Informações da canção
Em 31 de Agosto de 1997, Diana, Princesa de Gales morreu em um acidente de carro em Paris, França. A notícia rapidamente chocou John, pois ele e a Princesa eram grandes amigos. Ele havia perdido também outro grande amigo, o estilista de moda Gianni Versace, no inverno anterior, e esteve presente em seu funeral ao lado de Diana.
Como resultado dessas mortes, John caiu em uma profunda depressão, e decidiu não ir ao funeral da Princesa devido ao trauma emocional. No final, ele decidiu mudar de ideia e ir ao enterro, atendendo aos pedidos de amigos. Alguns dias depois, John decidiu que deveria pagar um tributo a Diana. Com isso em mente, ele contactou seu parceiro veterano de composições, Bernie Taupin. Devido ao curto espaço de tempo disponível, eles sentiram que não seria possível compor uma nova canção, e então decidiram reescrever a letra de "Candle in the Wind". George Martin foi contactado para ajudar a produzir a canção, e adicionou alguns efeitos para ajudar a balancear a melodia e adicionar uma nova linha , "Goodbye, England's Rose".
John cantou "Candle in the Wind 1997" em público, pela primeira e última vez, no funeral de Diana, Princesa de Gales, em Westminster Abbey a 6 de Setembro de 1997. Após decidir cantar apenas a versão de 1973 da canção em suas apresentações, John por várias vezes negou pedidos de cantar a versão de Diana. Ele recusou até mesmo a cantar no evento em memória à Princesa, Concert for Diana, em Julho de 2007, afirmando que nunca mais iria cantar aquela versão a menos que pessoalmente fosse pedido para tal pelos filhos de Diana. A canção nunca mais foi relançada em nenhum de seus álbuns ou compilações.

## Desempenho nas paradas

### Posições
| Top (1997)                              | Melhor posição |
| --------------------------------------- | -------------- |
| Austrália - Parada de Singles ARIA      | 1 (6x)         |
| Áustria                                 | 1              |
| Bélgica                                 | 1              |
| Brasil - Hot 100 Singles                | 1              |
| Colômbia - Top 100 Charts               | 1              |
| Canadá - Hot 100 Singles                | 1              |
| Estados Unidos - Billboard Hot 100      | 1 (14x)        |
| Finlândia                               | 1              |
| França                                  | 1              |
| Países Baixos                           | 1              |
| Irlanda                                 | 1              |
| Japão - Parada de Singles Oricon        | 1              |
| Mundo - Global Track Chart              | 1 (15x)        |
| Noruega                                 | 1              |
| Nova Zelândia - Parada de Singles RIANZ | 1 (6x)         |
| Portugal                                | 1              |
| Reino Unido - UK Singles Chart          | 1 (5x)         |
| Suécia                                  | 1              |
| Suíça                                   | 1              |

### Vendas
- Estados Unidos: (11x Platina) (Vendas: 11,000,000)
- Reino Unido(9x Platina) (Vendas: 5,400,000)
- Alemanha: (9x Platina) (Vendas: 4,500,000+)
- França: (Diamante) (Vendas: 2,000,000+)
- Canadá: (Diamante) (Vendas:1,000,000)
- Austrália: (14x Platina) (Vendas: 980,000+)
- Japão: (2x Platina) (Vendas: 630,000+)
- Suíça: (9x Platina) (Vendas: 450,000)
- Espanha: (9x Platina) (Vendas: 450,000)
- Países Baixos: (6x Platina) (Vendas: 300,000)
- Áustria: (6x Platina) (Vendas: 180,000)
- Brasil: (Platina) (Vendas: 125,000)
- Colombia:(4x Diamante) (Vendas: 400,000)
- México: (Ouro) (Vendas: 100,000)
- Noruega: (8x Platina) (Vendas: 80,000)
- Finlândia:(5x Platina) (Vendas: 54,225)